# Gantinakoppa, Sagar
Gantinakoppa là một làng thuộc tehsil Sagar, huyện Shimoga, bang Karnataka, Ấn Độ.